# Temporada 1985 de la NFL
La Temporada 1985 de la NFL fue la 66.ª en la historia de la NFL.La temporada finalizó con el Super Bowl XX cuando los Chicago Bears vencieron a los New England Patriots por 46-10 en el Louisiana Superdome, New Orleans, Louisiana en su primera aparición de Super Bowl para ambos equipos. Los Bears se convirtieron en el segundo equipo en la historia de la NFL (después de las temporadas anterior de los 49ers) en ganar 15 juegos de temporada regular y 18, incluyendo los playoffs.

## Temporada regular
V = Victorias, D = Derrotas, E = Empates, CTE = Cociente de victorias [V+(E/2)]/(V+D+E), PF= Puntos a favor, PC = Puntos en contra
| Clasificado para los playoffs |

| Miami Dolphins(2)       | 12 | 4  | 0 | .750 | 428 | 320 |
| New York Jets(4)        | 11 | 5  | 0 | .688 | 393 | 264 |
| New England Patriots(5) | 11 | 5  | 0 | .688 | 362 | 290 |
| Indianapolis Colts      | 5  | 11 | 0 | .313 | 320 | 386 |
| Buffalo Bills           | 2  | 14 | 0 | .125 | 200 | 381 |

| Cleveland Browns(3) | 8 | 8  | 0 | .500 | 287 | 294 |
| Cincinnati Bengals  | 7 | 9  | 0 | .438 | 441 | 437 |
| Pittsburgh Steelers | 7 | 9  | 0 | .438 | 379 | 355 |
| Houston Oilers      | 5 | 11 | 0 | .313 | 284 | 412 |

| Los Angeles Raiders(1) | 12 | 4  | 0 | .750 | 354 | 308 |
| Denver Broncos         | 11 | 5  | 0 | .688 | 380 | 329 |
| Seattle Seahawks       | 8  | 8  | 0 | .500 | 349 | 303 |
| San Diego Chargers     | 8  | 8  | 0 | .500 | 467 | 435 |
| Kansas City Chiefs     | 6  | 10 | 0 | .375 | 317 | 360 |

| Dallas Cowboys(3)   | 10 | 6  | 0 | .625 | 357 | 333 |
| New York Giants(4)  | 10 | 6  | 0 | .625 | 399 | 283 |
| Washington Redskins | 10 | 6  | 0 | .625 | 297 | 312 |
| Philadelphia Eagles | 7  | 9  | 0 | .438 | 286 | 310 |
| St. Louis Cardinals | 5  | 11 | 0 | .313 | 278 | 414 |

| Chicago Bears(1)     | 15 | 1  | 0 | .938 | 456 | 198 |
| Green Bay Packers    | 8  | 8  | 0 | .500 | 337 | 355 |
| Minnesota Vikings    | 7  | 9  | 0 | .438 | 346 | 359 |
| Detroit Lions        | 7  | 9  | 0 | .438 | 307 | 366 |
| Tampa Bay Buccaneers | 2  | 14 | 0 | .125 | 294 | 448 |

| Los Angeles Rams(2)    | 11 | 5  | 0 | .688 | 340 | 277 |
| San Francisco 49ers(5) | 10 | 6  | 0 | .625 | 411 | 263 |
| New Orleans Saints     | 5  | 11 | 0 | .313 | 294 | 401 |
| Atlanta Falcons        | 4  | 12 | 0 | .250 | 282 | 452 |

## Postemporada
|  | Ronda Wild Card            | Ronda Wild Card            | Ronda Wild Card            |                      |                      | Ronda Divisional            | Ronda Divisional            | Ronda Divisional            |                      |                      | Finales de Conferencia       | Finales de Conferencia       | Finales de Conferencia       |  |  | Super Bowl               | Super Bowl               | Super Bowl               |
|  |                            |                            |                            |                      |                      |                             |                             |                             |                      |                      |                              |                              |                              |  |  |                          |                          |                          |
|  |                            |                            |                            |                      |                      | 4 de Ene - Anaheim Stadium  |                             |                             |                      |                      |                              |                              |                              |  |  |                          |                          |                          |
|  |                            |                            |                            |                      |                      | 3                           | Dallas                      | 0                           |                      |                      |                              |                              |                              |  |  |                          |                          |                          |
|  | 29 de Dic - Giants Stadium | 29 de Dic - Giants Stadium | 29 de Dic - Giants Stadium |                      |                      | 2                           | L.A. Rams                   | 20                          |                      |                      | 12 de Ene - Soldier Field    | 12 de Ene - Soldier Field    | 12 de Ene - Soldier Field    |  |  |                          |                          |                          |
|  | 5                          | San Francisco              | 3                          | Ronda Divisional NFC | Ronda Divisional NFC | Ronda Divisional NFC        |                             |                             | 5                    | L.A. Rams            | 0                            |                              |                              |  |  |                          |                          |                          |
|  | 4                          | N.Y. Giants                | 17                         |                      |                      | 5 Ene - Soldier Field       | 5 Ene - Soldier Field       | 5 Ene - Soldier Field       |                      |                      | 1                            | Chicago                      | 24                           |  |  |                          |                          |                          |
|  | Ronda Wild Card NFC        | Ronda Wild Card NFC        | Ronda Wild Card NFC        | 4                    | N.Y. Giants          | 0                           |                             |                             | Campeonato de la NFC | Campeonato de la NFC | Campeonato de la NFC         |                              |                              |  |  |                          |                          |                          |
|  |                            |                            |                            |                      |                      | 1                           | Chicago                     | 21                          |                      |                      |                              |                              |                              |  |  | 26 de Ene Louisiana Sup. | 26 de Ene Louisiana Sup. | 26 de Ene Louisiana Sup. |
|  |                            |                            |                            |                      |                      |                             |                             |                             |                      |                      |                              |                              |                              |  |  | N1                       | Chicago                  | 46                       |
|  |                            |                            |                            |                      |                      | 5 de Ene - L.A. Memorial C. | 5 de Ene - L.A. Memorial C. | 5 de Ene - L.A. Memorial C. |                      |                      |                              |                              |                              |  |  | A5                       | New England              | 10                       |
|  |                            |                            |                            |                      |                      | 5                           | New England                 | 27                          |                      |                      |                              |                              |                              |  |  | Super Bowl XX            | Super Bowl XX            | Super Bowl XX            |
|  | 28 de Dic - Giants Stadium | 28 de Dic - Giants Stadium | 28 de Dic - Giants Stadium |                      |                      | 1                           | L.A. Raiders                | 20                          |                      |                      | 12 de Ene- Miami Orange Bowl | 12 de Ene- Miami Orange Bowl | 12 de Ene- Miami Orange Bowl |  |  |                          |                          |                          |
|  | 5                          | New England                | 26                         | Ronda Divisional AFC | Ronda Divisional AFC | Ronda Divisional AFC        |                             |                             | 5                    | New England          | 31                           |                              |                              |  |  |                          |                          |                          |
|  | 4                          | N.Y. Jets                  | 14                         |                      |                      | 4 de Ene– Miami Orange Bowl | 4 de Ene– Miami Orange Bowl | 4 de Ene– Miami Orange Bowl |                      |                      | 2                            | Miami                        | 14                           |  |  |                          |                          |                          |
|  | Ronda Wild Card AFC        | Ronda Wild Card AFC        | Ronda Wild Card AFC        | 3                    | Cleveland            | 21                          |                             |                             | Campeonato de la AFC | Campeonato de la AFC | Campeonato de la AFC         |                              |                              |  |  |                          |                          |                          |
|  |                            |                            |                            |                      |                      | 2                           | Miami                       | 24                          |                      |                      |                              |                              |                              |  |  |                          |                          |                          |

## Premios anuales
Al final de temporada se entregan diferentes premios reconociendo el valor del jugador durante la temporada entera.
| Premio                     | Ganador           | Posición       | Equipo              |
| -------------------------- | ----------------- | -------------- | ------------------- |
| Jugador más valioso        | Marcus Allen      | Running back   | Los Angeles Raiders |
| Jugador ofensivo del año   | Marcus Allen      | Running back   | Los Angeles Raiders |
| Jugador defensivo del año  | Mike Singletary   | Linebacker     | Chicago Bears       |
| Entrenador del año         | Mike Ditka        | Head Coach     | Chicago Bears       |
| Novato ofensivo del año    | Eddie Brown       | Wide receiver  | Cincinnati Bengals  |
| Novato defensivo del año   | Duane Bickett     | Linebacker     | Indianapolis Colts  |
| Regreso del año            | sin premiación    | sin premiación | sin premiación      |
| Hombre del Año             | Dwight Stephenson | Center         | Miami Dolphins      |
| Jugador más valioso del SB | Richard Dent      | Defensive end  | Chicago Bears       |